# Wilhelm Stenudd
Oskar Wilhelm Stenudd, född 30 januari 1878 i Karl Gustavs församling, Norrbottens län, död 7 september 1944 i Jukkasjärvi församling, Norrbottens län, var en svensk folkskollärare och riksdagsman.
Stenudd var ledamot av andra kammaren från andra lagtima riksdagen 1914 till 1917, invald i Norrbottens läns norra valkrets.